# Каракозов Артур Аркадійович
Каракозов Артур Аркадійович (27 липня 1964, Магнітогорськ, Челябінська область РРФСР) — український гірничий інженер, винахідник, кандидат технічних наук, завідувач кафедри технології та техніки геологорозвідувальних робіт, декан гірничо-геологічного факультету ДонНТУ.

## Біографія
Народився 1964 року в місті Магнітогорську, проте згодом разом із бітьками преїхав в Донецьк. Тут 1981 року закінчив із золотою медаллю середню школу № 26.
1986 року з відзнакою закінчив Донецький політехнічний інститут за спеціальністю «Технологія і техніка розвідки родовищ корисних копалин». Працював асистентом, пізніше старшим викладачем, доцентом (з 1995 року) кафедри технології та техніки геологорозвідувальних робіт (ТТГР) ДонНТУ. 1993 року в Дніпропетровському гірничому інституті захистив кандидатську дисертацію на тему «Розробка та дослідження ударних механізмів для ліквідації прихватів у свердловині». Завідувач кафедри ТТГР з грудня 2000 року.
14 жовтня 2008 року обраний деканом гірничо-геологічного факультету. Однак 2009 року в ході реструктуризації навчального закладу факультет об'єднаний із гірничим факультетом в Інститут гірничої справи і геології. У період реорганізації призначений заступником директора Інституту з наукової роботи. 1 липня 2010 року Інститут реорганізований шляхом утворення в його складі гірничого та гірничо-геологічного факультетів, деканом останнього знову був обраний Артур Аркадійович Каракозов.
Автор 256 наукових робіт, серед яких 1 монографія, 4 навчальні посібники, 111 авторських свідоцтв та патентів. Під науковим керівництвом А. А. Каракозова захищено 2 кандидатські дисертації.
Працює над докторською дисертацією на тему «Розвиток наукових основ створення засобів і технологій буріння розвідувальних свердловин на шельфі».

## Нагороди і відзнаки
- 2006 року за винахідницьку діяльність нагороджений грамотою та нагрудним знаком «Творець» Державного департаменту інтелектуальної власності України.

- 2010 року на 11 Міжнародному форумі «Високі технології XXI століття» в Москві спільно з О. І. Калініченком нагороджений срібною статуеткою «Святий Георгій» за розробку гідроударних установок для буріння свердловин на шельфі.